# Бишоп, Иан
Иан Уильям Бишоп (англ. Ian William Bishop; 29 мая 1965, Ливерпуль, Великобритания) — английский футболист, который играл на позиции полузащитника.

## Карьера
В июле 1981 года Иан Бишоп подписал первый профессиональный контракт с клубом «Эвертон», за который провёл только один матч.
В 1984 году Иан Бишоп заключил контракт с «Карлайл Юнайтед». За четыре сезона Иан Бишоп сыграл за клуб 132 матча и забил 4 гола.
Сезон 1988—1989 года провёл в «Борнмуте» (44 игры, 2 гола).
В 1989 году Иан Бишоп перешёл в клуб «Манчестер Сити», в котором забил 2 гола за 19 матчей.
В сентябре того же года Бишоп вместе с Тревором Морли подписывает контракт с «Вест Хэм Юнайтед». Одновременно в клуб из «Ноттингем Форест» приходит защитник Колин Фостер. С помощью этих трансферов главный тренер Вест Хэма Лу Макари продолжил обновление состава команды.
За 9 лет, проведённых в «Вест Хэм Юнайтед», Иан Бишоп сыграл во всех турнирах 284 матча и забил в них 16 голов.
В 1998 году Иан Бишоп вернулся в «Манчестер Сити» и помог клубу, выступавшему в это время в низших лигах, в сезоне 2000—2001 вернуться в Премьер-лигу. Всего за 3 года, которые Иан Бишоп играл за «Манчестер Сити», он сыграл 78 матчей и забил 2 гола.
Карьеру профессионального футболиста завершил в 2004 году в американском клубе «Нью-Орлеан Джестерс».

## Примечание
- Статья на сайте Sporting Heroes (англ.)
- Профиль на сайте The Wonderful World of West Ham United statistics (англ.)
- Профиль игрока (англ.) на сайте soccerbase.com